# Tata Altroz
La Tata Altroz est une berline haut de gamme fabriquée par le constructeur automobile indien Tata Motors. L'Altroz a été dévoilé au 89e Salon international de l'automobile de Genève aux côtés de la concept car Buzzard, de la Buzzard Sport et de la H2X SUV Compact. L'Altroz a été lancée sur le marché indien le 22 janvier 2020,, son nom a été inspiré par l'albatros, une espèce de grand oiseau marin.
À l'heure actuelle, l'Altroz propose trois moteurs: un 3 cylindres à essence de 1,2 L, un diesel de 1,5 L et un 3 cylindres à essence turbo de 1,2 L. Une seule transmission manuelle à 5 vitesses proposée pour le moment, mais Tata serait également en train de préparer une boîte à double embrayage Schaeffler.
Une version électrique de l'Altroz devrait être mise en vente vers fin 2021 ou 2022.

## Sécurité

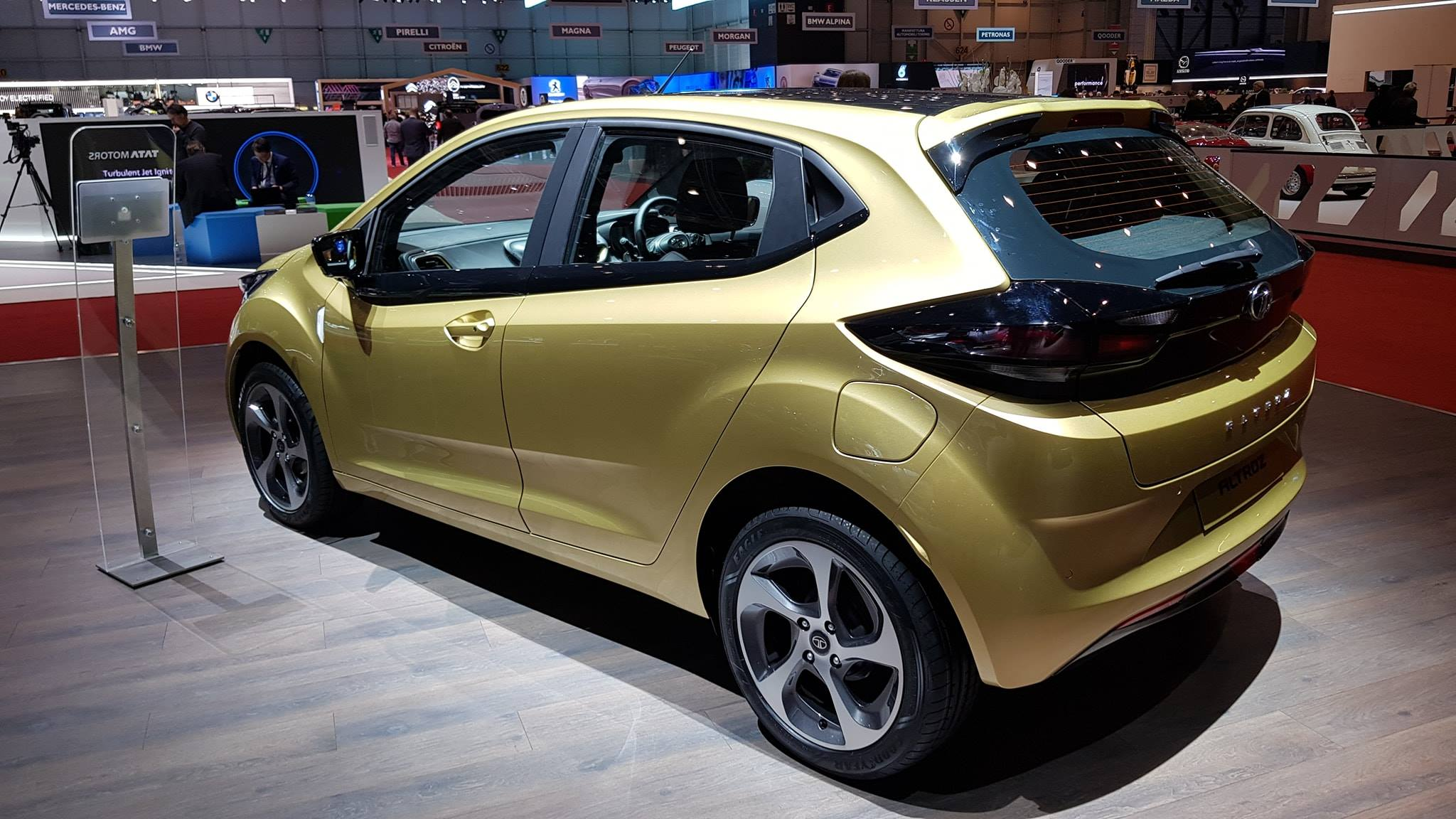
Tata Altroz vue arrière

En 2020, la Tata Altroz a été soumise à des crash tests par le Global NCAP et elle a obtenu un résultat de cinq étoiles pour la protection des occupants adultes et de trois étoiles pour la protection des enfants occupants, c'est la première voiture à hayon de fabrication indienne à atteindre cette note. Elle a obtenu un maximum de 16,13 points sur une échelle de 17 pour la sécurité des occupants adultes et 29,00 points sur une échelle de 49 pour la sécurité des enfants occupants.